# Burokaraisčio ežeras
Burokaraisčio ežeras este o arie protejată (sit de importanță comunitară — SCI) din Lituania întinsă pe o suprafață de 39,2 ha, integral pe uscat.

## Localizare
Centrul sitului Burokaraisčio ežeras este situat la coordonatele 54°12′22″N 24°20′38″E / 54.206039°N 24.34379°E.

## Înființare
Situl Burokaraisčio ežeras a fost declarat sit de importanță comunitară în august 2016 pentru a proteja un număr necunoscut de specii din flora spontană și fauna sălbatică aflate în arealul zonei.

## Biodiversitate
Situată în ecoregiunea boreală, aria protejată conține 2 habitate naturale: Ape puternic oligomezotrofe cu vegetație bentonică cu Chara spp., Păduri aluvionare cu Alnus glutinosa și Fraxinus excelsior (Alno-Padion, Alnion incanae, Salicion albae).
La baza desemnării sitului se află un număr nedeclarat de specii protejate.